# Boophis majori
A Boophis majori a kétéltűek (Amphibia) osztályába, a békák (Anura) rendjébe és az aranybékafélék (Mantellidae) családjába tartozó faj. Nevét Charles Immanuel Forsyth Major svájci zoológus és paleontológus tiszteletére kapta.

## Előfordulása
A faj Madagaszkár endemikus faja. A sziget középső-keleti részein 100–1500 m-es magasságon honos.

## Megjelenése
Kis méretű békafaj. A hímek hossza 22–24 mm, a nőstényeké 29 mm. Hátának bőre sima. Színe világosbarna. Hasi oldalán némi vöröses szín látható a lábán és a combjain. Irisze aranyos sárga.